# Associazione Calcio Perugia 1956-1957
Questa voce raccoglie le informazioni riguardanti l'Associazione Calcio Perugia nelle competizioni ufficiali della stagione 1956-1957.

## Stagione
L'annata, che vide un primo ritorno di Guido Mazzetti sulla panchina biancorossa dopo l'esperienza d'inizio decennio, si segnalò soprattutto per l'arrivo a Perugia del ventunenne Dante Fortini – destinato a divenire, nel corso delle successive undici stagioni, il recordman di presenze (360) con la maglia dei grifoni –, il quale andò ad affiancare in attacco il confermato Luigi Carello, rigorista della squadra.
In un torneo che, a seguito di futuri e programmati cambiamenti circa i livelli della piramide calcistica italiana, non vide la variabile delle retrocessioni, il club umbro si limitò a chiudere al quattordicesimo posto il girone F di una IV Serie al passo d'addio, confluendo a fine stagione nel nuovo e transitorio Campionato Interregionale di Seconda Categoria.

## Divise
In questa stagione, la casacca da gioco casalinga del Perugia era composta dalla tradizionale maglia rossa, a tinta unita e senza scollo, abbinata a pantaloncini bianchi e calzettoni rossi, questi ultimi con risvolto bianco. Il secondo completo si presentava in identica foggia, ma a tinte inverse. Sul petto, per entrambe le versioni, cucito all'altezza del cuore era presente lo stemma societario.
| Casa | Trasferta |

## Rosa
| N. |                   | Ruolo | Calciatore    |
| -- | ----------------- | ----- | ------------- |
|    | Italia (bandiera) |       | Aliani        |
|    | Italia (bandiera) |       | Bianchini     |
|    | Italia (bandiera) |       | Binaglia      |
|    | Italia (bandiera) |       | Canavacciuolo |
|    | Italia (bandiera) | A     | Luigi Carello |
|    | Italia (bandiera) |       | Cascelli      |

| N. |                   | Ruolo | Calciatore    |
| -- | ----------------- | ----- | ------------- |
|    | Italia (bandiera) |       | Cervi         |
|    | Italia (bandiera) | A     | Dante Fortini |
|    | Italia (bandiera) |       | Lombardi      |
|    | Italia (bandiera) | C     | Ugo Milia     |
|    | Italia (bandiera) | P     | Poli          |
|    | Italia (bandiera) |       | Spinelli      |